# Te Deum (België)
Het Te Deum is in België vooral gekend van de nationale feestdag op 21 juli. De katholieke hymne van het Te Deum wordt dan uitgevoerd in verschillende kerken. Het is een vast gebruik dat de koning der Belgen en zijn gezin de uitvoering bijwonen in de Kathedraal van Sint-Michiel en Sint-Goedele in Brussel. Andere leden van de koninklijke familie wonen doorgaans elders in het land een Te Deum bij. 
De kritiek stelt dat de koning zijn onpartijdigheid te buiten gaat door een katholieke plechtigheid bij te wonen. Uitgerekend op de nationale feestdag kan dat bezwaarlijk als een private aangelegenheid beschouwd worden. België kent een principiële scheiding van kerk en staat maar dit Te Deum is vanouds een traditie.